# Krešimir Lončar
Krešimir Lončar (Split, 12. veljače 1983.) je hrvatski profesionalni košarkaš. Igra na poziciji centra, a trenutačno je član ruskog UNIKS Kazana. Bio je član hrvatske košarkaške reprezentacije koja je sudjelovala na Olimpijskim igrama 2008. u Pekingu.

## Karijera
Karijeru je započeo u KK Splitu, a 2000. uz odštetu od 100 tisuća dolara odlazi u talijanski Benetton s kojim potpisuje šestogodišnji ugovor. U svojoj sezoni odlazi na posudbu u njemački Würzburg kako bi dobio veću minutažu. Ondje ostaje i sljedeće sezone i na koncu se vraća u Italiju. U Benettonu nije dugo ostao jer ubrzo raskida ugovor. Odlazi u Teramu, ali ondje je zaradio tešku ozljedu koljena. Pukli su ligamenti i uslijedila je polugodišnja stanka. Nakon oporavka odlazi u ukrajinski Kijev gdje je proveo dvije sezone. Odlazi još dalje na istok, točnije u rusku Lokomotivu iz Rostova. Ubrzo mu slijedi poziv u hrvatsku košarkašku reprezentaciju kako bi pomogao momčadi da izbori odlazak na Olimpijske igre u Pekingu. Dobre igre u dresu hrvatske reprezentacije natjerale su čelnike drugog ruskog kluba UNIKS Kazana da ga dovedu u svoje redove. S njima potpisuje dvogodišnji ugovor vrijedan oko dva milijuna eura. Već u prvoj sezoni u Kazanu osvojio je Ruski košarkaški kup, a Lončar je proglašen najboljim igračem finala i samog turnira. U finalu je odigrao odličnu utakmicu, postigao 20 poena, 3 skoka i 3 blokade.

## Vanjske poveznice
- Profil  Arhivirana inačica izvorne stranice od 13. prosinca 2012. (Wayback Machine) na Sports-reference.com
- Profil  Arhivirana inačica izvorne stranice od 23. siječnja 2009. (Wayback Machine) na Kosarka.hr